# Галкін Борис Сергійович
Борис Сергійович Галкін (рос. Борис Сергеевич Галкин; нар. 19 вересня 1947, Ленінград, Російська РФСР) — радянський і російський кіноактор, кінорежисер, сценарист, продюсер, композитор, Заслужений артист Російської Федерації (1999). Путініст та українофоб. Підтримує путінський режим та війну Росії проти України.

## Біографія
Народився 19 вересня 1947 року в сім'ї робітника Сергія Михайловича Галкіна (1911—1985) і службовиці Світлани Георгіївни Галкіної (1924—2006). Дід по батькові загинув у "Велику Вітчизняну війну". Бабуся по батькові, Ганна Михайлівна Галкіна, прожила 94 роки. Борис — прямий нащадок сестри фельдмаршала  Михайла Кутузова.
У 1969 році закінчив театральне училище ім. Б. Щукіна, в 1977 році — режисерське відділення вищих театральних курсів при ГІТІСі. Працював актором і режисером в театрах  Москви і Новгорода, у тому числі актором Московського театру драми і комедії на Таганці в період з 1971 по 1977 рік. Знявся більше ніж у сорока фільмах.
З 1996 року — заступник директора з виробництва  кіностудії ім. М. Горького.
З 2003 - ведучий програми «Служу Вітчизні!» на Першому каналі.
28 червня 2005 підписав Звернення діячів культури, науки, представників громадськості у зв'язку з вироком, винесеним колишнім керівникам НК «ЮКОС».
З 2005 року по 18 квітня 2008 був президентом Гільдії акторів кіно Росії.

## Громадянська позиція
Прибічник путінського режиму. Виступав в окупованому Росією Криму. Фігурант бази даних центру «Миротворець» як особа, що становить загрозу національній безпеці України і міжнародному правопорядку.
Підтримав вторгнення Росії в Україну 2022 року.

## Нагороди та премії
- Срібна медаль імені О. П. Довженко (1978) — за виконання ролі лейтенанта Тарасова у фільмі «В зоні особливої уваги» (1977)
- Премія Ленінського комсомолу (1981) — за втілення образів сучасників у кіно і високу виконавську майстерність
- Заслужений артист РФ (1999)

### Сім'я
- Батько — Сергій Михайлович Галкін (1911—1985) — робітник.
- Мати — Світлана Георгіївна Галкіна (1924—2006) — службовець.
- Перша дружина — Ірина Вікторівна Печернікова (нар. 1945)
- Друга дружина — Олена Петрівна Галкіна (Демидова) (нар. 1947)
  - прийомний син від 1-го шлюбу другої дружини —  Владислав Галкін, актор (25.12.1971— 25.02.2010)
  - Дочка — Марія Галкіна (нар. 03.09.1977 р)
- Третя дружина (з 2013 року) — Інна Разуміхіна (нар. 1973), співачка.
  - Дочка — Анна Борисовна Галкина (нар. 2017)[3]

## Фільмографія
1. 1967 — Відплата —  лейтенант
2. 1969 — Відлуння далеких снігів
3. 1970 — Місто першого кохання —  Філіп
4. 1972 — Свеаборг —  Ємельянов
5. 1974 — Свій серед чужих, чужий серед своїх —  вершник
6. 1975 — Таке коротке довге життя —  Ігор
7. 1976 — Сентиментальний роман —  Степан
8. 1976 — Доля барабанщика —  Вітька Чесноков
9. 1977 — У зоні особливої уваги —  лейтенант Тарасов
10. 1978 — Омелян Пугачов —  Микита Строєв
11. 1979 — Блакитний карбункул —  Джеймс
12. 1979 — Капітан Збреши-голова — батько Завітайкіних
13. 1980 — Громадянин Льошка —  Льошка Ігнатов
14. 1980 — Білий сніг Росії —  Соломон Флор
15. 1980 — Люди в океані —  Саня Пряхін
16. 1981 — Хід у відповідь — капітан Тарасов
17. 1981 — Очікування полковника Шалигіна —  Петро Іванович Бєлов
18. 1982 — Поліська хроніка (Люди на болоті, Дихання грози) —  Олесь
19. 1982 — Подорож буде приємною —  Геннадій
20. 1983 — Підліток —  Крафт
21. 1984 — Один і без зброї —  Синок
22. 1985 — Матвійова радість —  Матвій
23. 1986 — Звинувачується весілля —  Фаля
24. 1987 — Солом'яні дзвони
25. 1987 — Акція —  Єгор Іванович Сьомін
26. 1987 — Дзеркало для героя —  Кирило Іванович Пшеничний, батько Сергія
27. 1987 — Суд в Єршовці —  Рогачов
28. 1988 — Всі когось люблять… —  Григорій
29. 1988 — Робота над помилками
30. 1989 — Князь Удача Андрійович —  Володимир Єлхов, батько Віті
31. 1989 — Смиренний цвинтар —  Гарік
32. 1990 — Рій —  Віктор Заварзін
33. 1990 — Кат —  Саша Завалішин
34. 1991 — Кров за кров —  Вальок
35. 1991 — 22 червня, рівно в 4:00… —  Полозов
36. 1992 — Пам'ятаєш запах бузку… —  Пахомов
37. 1992 — Гра
38. 1994 — Чорний клоун —  Аксель Біркамп, він же Олександр Іванович Лозовий
39. 1995 — Чоловік талісман
40. 2000 — Маросейка, 12 —  Дуров
41. 2002 — Право на захист —  Толя
42. 2002 — Тайга. Курс виживання —  Сергій Петрович
43. 2005 — Полювання за тінню —  полковник Савін
44. 2006 — Зрушення —  генерал ФСБ Вершинін
45. 2007 — На мосту —  Нікітін
46. 2007 — 07-й змінює курс —  Краснов, батько Ольги
47. 2008 — Ми з майбутнього —  старшина Ємельянов
48. 2008 — Десантний батя —  генерал-полковник Петров, заступник командувача ВДВ СРСР
49. 2009 — Полювання на Вервольфа —  Гришин
50. 2009 — Шепіт помаранчевих хмар —  Анатолій Ганич, тренер
51. 2009 — Відставник —  Сергій Михайлович Дєдов, полковник у відставці
52. 2010 — Мисливці за караванами —  генерал-полковник Міністерства Оборони СРСР
53. 2011 — ППС —  Костянтин Григорович Надєждін, полковник, начальник Адміралтейського РУВС
54. 2011 — Відплата —  Спасів
55. 2011 — МУР. Третій фронт —  Ілля Самохін
56. 2011 — Зроблено в СРСР —  Іван Григорович Шишов
57. 2011 — Здивуй мене —  Андрій Пилипович
58. 2012 — Полювання на гауляйтера —  Андрій Миколайович Силантьєв в 70-і роки
59. 2013 — Королева бандитів —  Козир